# Петрей де Ерлезунда, Пётр

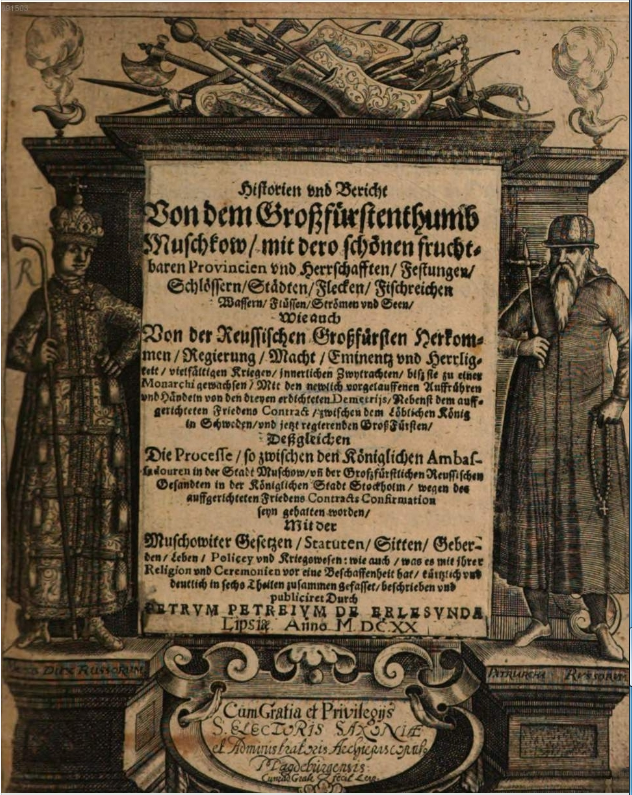
Петрей де Ерлезунда. Historien und Bericht von dem Großfürstenthumb Muschkow 1620

Пётр Петре́й де Ерлезу́нда, Пер Персон де Ерлезу́нда (швед. Peer Persson de Erlesunda, лат. Petrus Petrejus; 1570, Уппсала — 28 октября 1622, Стокгольм) — шведский дипломат, путешественник и мемуарист. Автор исторического сочинения о России.

## Биография
Родился в Уппсале, в семье ректора соборной школы (позднее епископа Вестероса и Линчёпинга) Петра Бенедикта Петрея. Мать — Маргарита Якобсдоттер.
Окончив Высшую школу короля Юхана III, поступил в Марбургский университет, где изучал математику и теологию. Однако разгульная студенческая жизнь довела его до долговой тюрьмы, и в 1593 году из университета он был исключён. 
Вернувшись в 1595 году в Швецию, поступил на государственную службу, став писарем в канцелярии герцога Финляндии Карла, который в 1604 году занял королевский трон. В 1601 году отправлен был в Московию, где провёл четыре года. Посылавшиеся им в Уппсалу донесения использовал в «Истории своего времени» французский историк Жак Огюст де Ту. После возвращения на родину ещё два раза, в 1607 и 1608 годах, ездил в Москву в качестве посланника шведского короля Карла IX. Принимал там участие в обсуждении условий предоставления военной помощи с Василием Шуйским. 
В 1609—1610 годах находился при штабе введённого в Россию в качестве союзной помощи корпуса генерала Якоба Понтуссона Делагарди в качестве военного комиссара. Будучи знаком лично с Лжедмитрием I, в 1611 году ездил по приказу короля в Ивангород с целью обличения появившегося там 3-го Лжедимитрия. В 1612—1613 годах находился в оккупированном шведами Новгороде, а в 1615 году посетил Данию с целью сбора сведений о Польше и закупки оружия и пороха.
Умер в Стокгольме 22 октября 1622 года, предположительно от чумы.

## Сочинение
В 1615 году, опираясь на изданную ещё в ноябре 1608 года собственную «Достоверную и правдивую реляцию», написал на латыни «Историю о великом княжестве Московском» (Regni Muschowitici Sciographia, или Muschowitiske Cronika) в шести книгах и сам же в 1620 году перевёл её на немецкий язык, доведя изложение событий в России до 1617 года и сопроводив посвящением Любекскому, Стокгольмскому, Ревельскому, Висмарскому и Штральзундскому магистратам.
Во второй книге «Истории» Петрей излагает историю России от Рюрика до 1612 года, в остальных описывает состояние тогдашней России как по собственным наблюдениям, так и по известиям других авторов. Одним из основных источников для него послужила «Московская хроника» Конрада Буссова, список которой он обнаружил в 1612 году в Риге и которую выдал за сочинение служившего там пастором Мартина Бера. Помимо записок Буссова, Петрей пользовался трудами Сигизмунда Герберштейна и Алессандро Гваньини, а также устными рассказами служивших в России иностранцев, в частности, врача Каспара Фидлера.
Вместе с тем, сочинение Петрея представляет и самостоятельные сведения, например, о Лжедмитрии III, к которому автор ездил с поручением. Как источник оно представляет ценность тем, что оценивает личность и деяния Иоанна IV Грозного с точки зрения его русских современников. Петрей первым назвал «шведами» древнерусских князей Рюрика, Синеуса и Трувора. Немецкий историк Иоганн Эверс, писал о позднем появлении названия области Рослаген (1295 год), от которого исследователи производили название Русь, считал «невероятным», что сведения о Рюрике не приводил до него ни один скандинавский автор, и называл Петрея «простодушным пустомелей».
Однако по мнению историка Вячеслава Кулешова, древнескандинавским словом *Rōþslag называлась «зона островов / островного расселения гребцов (*Rōþ-s) / „допарусной“ колонизации центральной акватории Балтийского моря на протяжении всего вендельского времени (VI—VIII века)». Он считает, что архаическое название Руслагена Роден (Roden), появляется в форме ruþ как административная территория на Ховгорденском руническом камне XI века. Согласно лингвистической теории А. А. Куника (1844) В. Томсена, Roden или Roslagen — этимологический источник финского и эстонского названий Швеции — Ruotsi и Rootsi, а также для названия скандинавских дружин, посещавших восточных славян и названных рѹсь, от именования которых, согласно мнению ряда учёных, происходит название государства Русь и, впоследствии, Россия. Эту теорию продолжают разделять многие западные и российские исследователи.
Известный славянский просветитель Юрий Крижанич критиковал Петрея за его выпады против России.

## Издания и переводы
- Een kort och nyttigh Chronica om alla Swerikis och Göthis Konungar 1611 Архивная копия от 14 января 2015 на Wayback Machine
- Historien und Bericht von dem Großfürstenthumb Muschkow 1620 Архивная копия от 14 января 2015 на Wayback Machine
- Сказания иностранных писателей о России, изданныя Археографическою комиссией, Том 1 1851 год Авторы: Konrad Busov,Petrus Petrejus Архивная копия от 14 января 2015 на Wayback Machine
- Сказания иностранных писателей о России, изданныя Археографическою комиссией, Том 2 1868 год Авторы: Konrad Busov,Petrus Petrejus Архивная копия от 14 января 2015 на Wayback Machine

## Публикации
- История о великом княжестве Московском; собрал, описал и обнародовал Петр Петрей де Ерлезунда в Лейпциге 1620 года / Пер. с нем. А. Н. Шемякина // Чтения Императорского общества истории и древностей российских. — Кн. I—IV. — М., 1865—1867.
- История о Великом Княжестве Московском, происхождении Великих Русских Князей, недавних смутах, произведенных там тремя Лжедмитриями и о московских законах, нравах, правлении, вере и обрядах, которую собрал и обнародовал в Лейпциге 1620 г. Петр Петрей де Ерлезунд. М. 1867.
- Петрей де Ерлезунда. История о великом княжестве Московском // О начале войн и смут в Московии / Сост. А. А. Либермана, комм. и послесл. С. Ю. Шокарева. — М.: Фонд Сергея Дубова; Рита-Принт, 1997. — С. 151—464. — (История России и дома Романовых в мемуарах современников. XVII—XX вв.). — ISBN 5-89486-001-6.